# Monitoraggio dinamico della pressione arteriosa

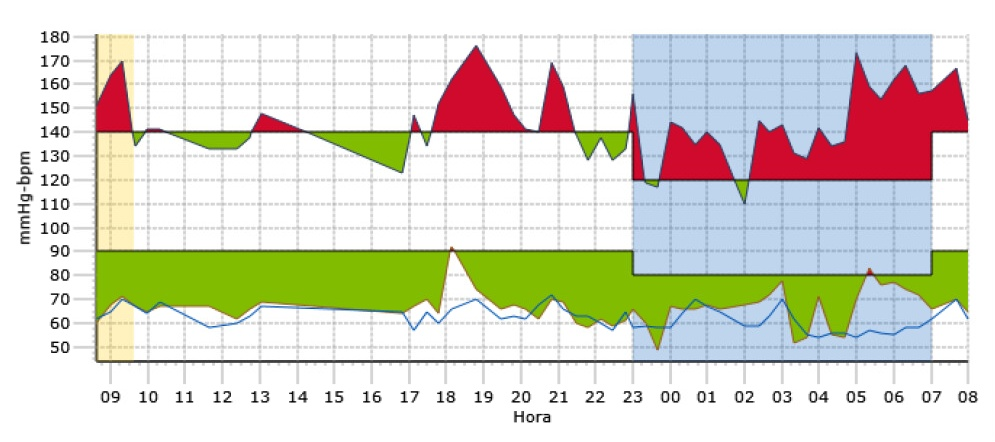
Diagramma per il monitoraggio dinamico della pressiome arteriosa

Il monitoraggio dinamico della pressione arteriosa, noto anche con l'espressione inglese ambulatory blood pressure monitoring e con il relativo acronimo ABPM, è una metodica diagnostica usata in medicina per misurare la pressione arteriosa ad intervalli regolari durante le 24 ore. Ha diverse indicazioni cliniche, tra cui l'accertamento diagnostico della presenza della ipertensione da camice bianco o la determinazione del profilo pressorio notturno. 
La registrazione di un monitoraggio dinamico della pressione arteriosa è possibile nella maggior parte dei pazienti . Tuttavia alcune specifiche condizioni patologiche o caratteristiche fisiche del paziente possono limitare la validità diagnostica dell'esame.

## Il fenomeno deldippingnotturno
L'analisi dei dati raccolti dal monitoraggio pressorio delle 24 ore consente di suddividere i pazienti in diversi gruppi sulla base delle caratteristiche del profilo pressorio notturno. Durante il periodo notturno è fisiologica una riduzione dei valori pressori. Questo fenomeno è chiamato dipping. Si definisce dipper il paziente in cui la pressione sistolica media notturna si riduce tra il 10 ed il 20 % rispetto alla media diurna. Si definisce non-dipper il paziente in cui la pressione sistolica media notturna si riduce meno del 10 % rispetto alla media diurna. Si definisce reverse-dipper il paziente in cui la pressione sistolica media notturna si incrementa rispetto alla media diurna (perdendosi, dunque, il fisiologico ritmo circadiano della pressione arteriosa). Si definisce extreme-dipper il paziente in cui la pressione sistolica media notturna si riduce di oltre il 20 % rispetto alla media diurna.
| Variazione | Classe         |
| ---------- | -------------- |
| <0%        | Reverse Dipper |
| 0% - 10%   | Non-Dipper     |
| 10% - 20%  | Dipper         |
| >20%       | Extreme Dipper |

I fattori che influenzano il dipping notturno sono numerosi, ricordiamo l'età avanzata, la qualità del sonno , ma anche la presenza di condizioni patologiche come le cause secondarie di ipertensione arteriosa, l'insufficienza renale cronica, lo scompenso cardiaco congestizio. 

### Dipping notturno e danno d'organo
Il profilo pressorio notturno di tipo non-dipper sembra essere associato, secondo numerosi studi clinici, ad un maggiore danno d'organo, come per esempio la ipertrofia ventricolare sinistra, e ad una prognosi più sfavorevole nell'iperteso. 
Più in generale, è stato dimostrato che il livello di danno d'organo nel paziente iperteso correla maggiormente con i dati raccolti mediante ABPM che con la pressione arteriosa clinica .

## Il fenomeno delmorning surge
Il morning surge indica il fisiologico incremento della pressione arteriosa al primo mattino. L'analisi dei dati registrati durante un monitoraggio dinamico della pressione arteriosa delle 24 ore consente di quantificare questo incremento. Il morning surge si calcola sottraendo dal valore medio della pressione arteriosa sistolica misurata nelle prime due ore dopo il risveglio il valore medio della pressione arteriosa sistolica misurata durante la notte, avendo cura di considerare il suo valore più basso.
La rilevanza clinica e prognostica di questo parametro, in accordo con quanto rilevato dalla American Heart Association, risiede nel dato che un eccessivo incremento mattutino della pressione arteriosa è un predittore di incrementato rischio di eventi vascolari acuti, ed in particolare di ictus ischemico nell'anziano affetto da ipertensione arteriosa  .